# Affektisolierung
Als Affektisolierung bzw. Isolierung vom Affekt wird ein Abwehrmechanismus bezeichnet. Der Vorgang besagt, dass ein Erlebnis oder ein Verhalten zwar nicht vergessen wird, aber durch Verdrängung seinen Gefühlsgehalt bzw. seine assoziativen Verbindungen mit anderen Gedanken oder mit der übrigen Existenz des Individuums verliert. So kann in ähnlicher Weise auch der Affektgehalt einer Vorstellung usw. eingebüßt werden, welcher der Verdrängung anheimfällt.

## Beispiele
Ein Patient kennt zwar detailliert seine schwere Krankheit, weil er sie z. B. durch Lektüre von Fachbüchern studiert und mit dem Arzt ausführlich erörtert hat. Dennoch redet er darüber ohne jede Äußerung von Affekten.
Auch ein scheinbar bewusstes Verhalten, das Selbstbeherrschung vermitteln soll, ist bisweilen Ausdruck von Affektisolierung. Der Patient meint in diesem Falle „Ich weiß, wie schwer ich verletzt bin, und weiß, wie es passierte, aber es macht mir nichts aus!“
In gleicher Weise kann jemand über eine schlimme Begebenheit oder eine ähnliche Vorstellung, die einen Dritten betrifft, sprechen, so als gehe sie ihn nichts an.

## Krankheitsmodell
Affektisolierung ist ein Mechanismus, der zur Entwicklung von Bereitstellungskrankheiten führen kann. Durch Affektisolierung kann die Bereitschaft zur Handlungsmotivation schwinden. Die Auswirkungen eines abgespaltenen Affekts können das Auftreten eines funktionellen Syndroms bzw. vegetativer Dysfunktionen begünstigen. Sie werden als Affektäquivalent bezeichnet.